# Compter les moutons

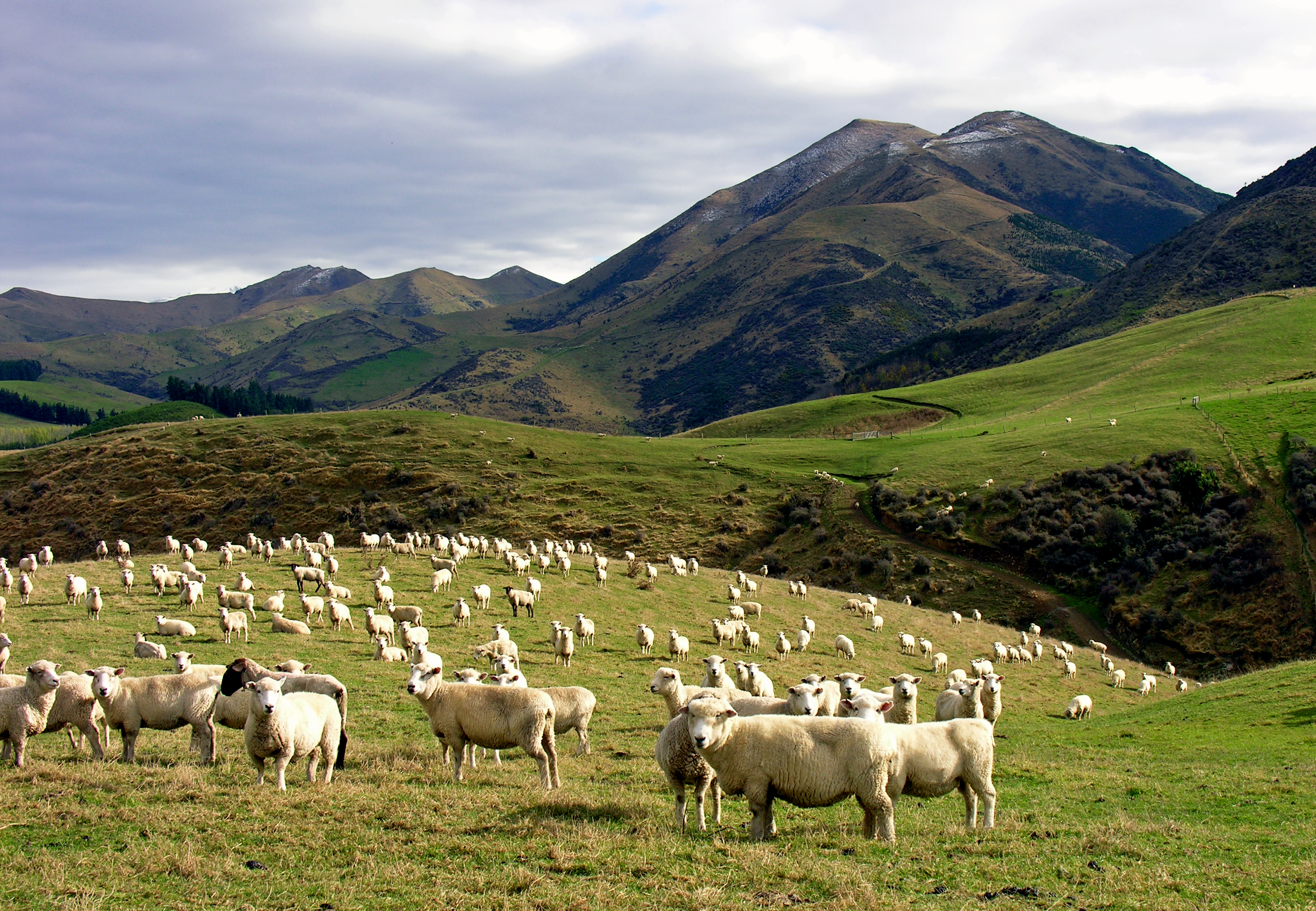
Moutons dans une prairie, en Nouvelle-Zélande

Une étude sur la période de veille précédant le sommeil chez les insomniaques, menée par des chercheurs de l'université d'Oxford, au Royaume-Uni, a démontré que cette technique produisait l'effet inverse du but recherché. Les sujets comptant des moutons mettaient plus de temps à trouver le sommeil que des sujets n'ayant reçu aucune instruction,.
Les origines de cette pratique sont incertaines. Certains pensent qu'elle aurait un lien avec un système de comptage ancien utilisé par les bergers en Grande-Bretagne. En effet, dans certaines régions d’Angleterre, en particulier dans l’ Yorkshire Dales, l’on comptait les moutons en utilisant des anciens mots d’origine celtique, commençant par “yan, tan, tethera, methera”, qui correspondent aux premiers chiffres de notre langage, possiblement facile à retenir en vertu de la rime entre tous les deux mots. Employant des sons similaires, des comptines débutant entre autres par "eeny, meeny, minry, moe" étaient chantées aux enfants depuis au moins les années 1880 en Angleterre, Irlande, Écosse et les États-Unis. Des systèmes chiffrés de la même origine, qui auraient été transmis par les colons anglais, ont été repris par des Indiens nord-américains, les Wawenoc du Maine. À relever que la première mention que l’on connait dans la littérature anglophone de la notion d’imaginer, pour s’endormir, des moutons sautant une barrière provient d’un humoriste ayant vécu dans le Maine, Seba Smith. Malgré l’inefficacité évidente de cette méthode, ou possiblement en raison de cette inefficacité, progressivement, “counting sheep” est devenu un équivalent anglo-saxon d’insomnie, dans la littérature, chansons, dessin de presseet la publicité et noms de produits. 
En milieu francophone, « compter ses moutons » signifiait exécuter une tâche fastidieuse et peu appréciée. Sûrement sous l’influence médiatique d’expression anglaise, “compter les moutons” a pris le sens que l’on donne actuellement à cette phrase.